# 溫格島
溫格島（英語：Unger Island），是南極洲的島嶼，位於維多利亞地的彭內爾海岸，處於胡克角東南面4英里，屬於萊爾群島的一部分，美國地質調查局根據測量和美國海軍拍攝的空中照片繪入地圖，現時由南極條約體系管理。